# Arcángel Miguel
El Arcángel Miguel (en hebreo: מִיכָאֵל, latinizado: Mī-khā-'Ēl?, ‘¿Quién como Dios?’; en árabe: ميخائيل‎, romanizado: Mījā'īl; en griego antiguo: Μιχαήλ Mijaēl; en latín: Michael o Michahel) es un arcángel y jefe de los ejércitos de Dios según las tradiciones judía, cristiana (Iglesias católica, ortodoxa, copta y anglicana) e islámica. 
Para los cristianos, es el protector de la Iglesia y abogado del pueblo elegido de Dios. La Iglesia católica lo considera como patrono y protector de la Iglesia universal. La Iglesia copta lo considera el primero de los siete arcángeles, junto con Gabriel, Rafael y Uriel. Para los testigos de Jehová, Miguel se encarnó como Jesucristo.
Miguel es el encargado de frustrar a Lucifer o Satanás, uno de los ángeles caídos. (Apocalipsis 12:7). Por eso, en el arte se le representa como un ángel con armadura de general romano, amenazando con una lanza o espada a un demonio o dragón. También suele ser representado pesando las almas en la balanza, pues según la tradición, tomaría parte en el Juicio final.

## Etimología

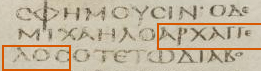
La palabra Arcángel de un fragmento de la Epístola de Judas (Tadeo) en el Codex Sinaiticus (330-350 d. C.).

El vocablo arcángel aparece sólo dos veces en el Nuevo Testamento de la Biblia y viene del antiguo prefijo griego ἀρχ-, ἄρχω (arch-, archō), que indica supremacía o liderazgo ante determinado grupo y quiere decir “que gobierna, que dirige, que comanda, que lidera” + ἄɣɣελος (ángelos) “mensajero”.  Ἀρχάɣɣελος (archangelos), en griego koiné, tiene como significados dados los de “Ángel Jefe”, “Capitán de los Ángeles” o “Uno de los primeros ángeles“”.
El término “arcángel”, como todo adjetivo del griego antiguo, se aplica en plural, dual y singular.
El nombre Miguel en hebreo מִיכָאֵל significa literalmente “¿Quién es como Dios?” (Mi-kha-Ēl).

- Mi (מִי) = ¿quién?
- kha (כָ) = (es) como
- Ēl (אֵל) = Dios

Miguel en hebreo.

Es importante resaltar el carácter inquisitivo de mi, que significa “¿quién?”, por lo menos en 350 oportunidades del Antiguo Testamento donde se menciona esta palabra, de forma inquisitiva, además, la lectura en hebreo se realiza de derecha a izquierda. 
El sufijo El es usado también con regularidad en otros nombres, significando “Dios” en todos los casos.  Por ejemplo, Daniel (Dios es Juez), Emmanuel (Dios con nosotros), Ezequiel (La fuerza de Dios).
Véase : Otros nombres con prefijo El.

## El Arcángel Miguel en el judaísmo

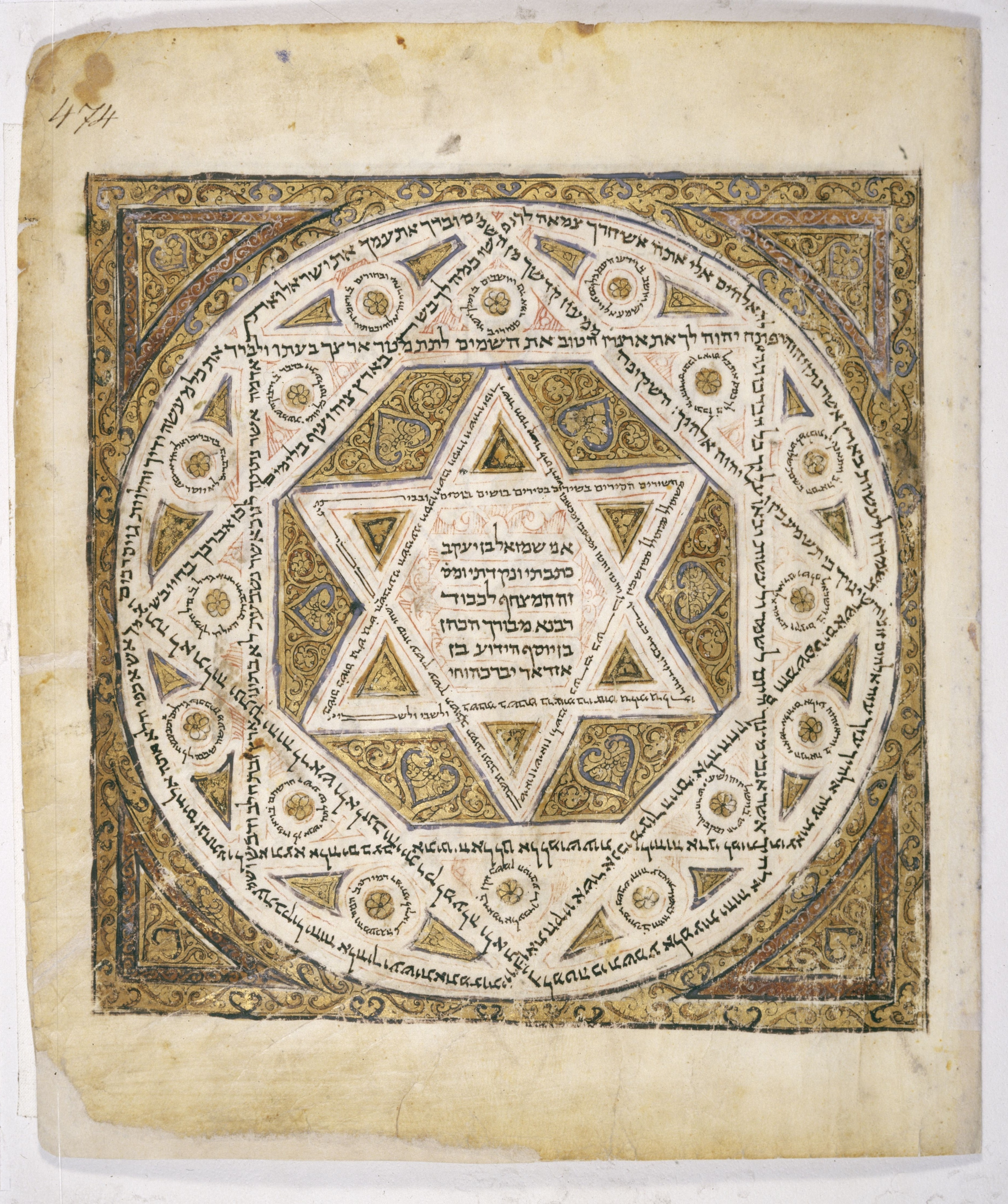
La Estrella de David.

Considerando que el Arcángel Miguel fue uno de los tres ángeles que anunciaron el nacimiento de Isaac (junto con los arcángeles san Gabriel y san Rafael) y protegió al pueblo de Israel durante su marcha por el desierto, actualmente el judaísmo invoca a Miguel como amparador de sus sinagogas.  En la liturgia del Yom Kipur el sermón concluye con las palabras: “Miguel, príncipe de misericordia, orad por Israel”. 
En el Talmud, su relación con los otros ángeles se compara a la del Sumo Sacerdote, con el pueblo de Israel; de la misma forma que el arcángel Miguel habría sido el interlocutor inmediato de Moisés en el monte Sinaí.

### En el libro del profeta Daniel
Sucedió que estando Josué cerca de Jericó, levantó los ojos y vio a un hombre plantado frente a él con una espada desnuda en la mano. Josué se adelantó hacia él y le dijo: «¿Eres de los nuestros o de nuestros enemigos?» Respondió: «No, sino que soy el jefe del ejército de Yahveh. He venido ahora.» Cayó Josué rostro en tierra, le adoró y dijo: «¿Qué dice mi Señor a su siervo?» El jefe del ejército de Yahveh respondió a Josué: «Quítate las sandalias de tus pies, porque el lugar en que estás es sagrado.» Así lo hizo Josué. Josué 5:13-15

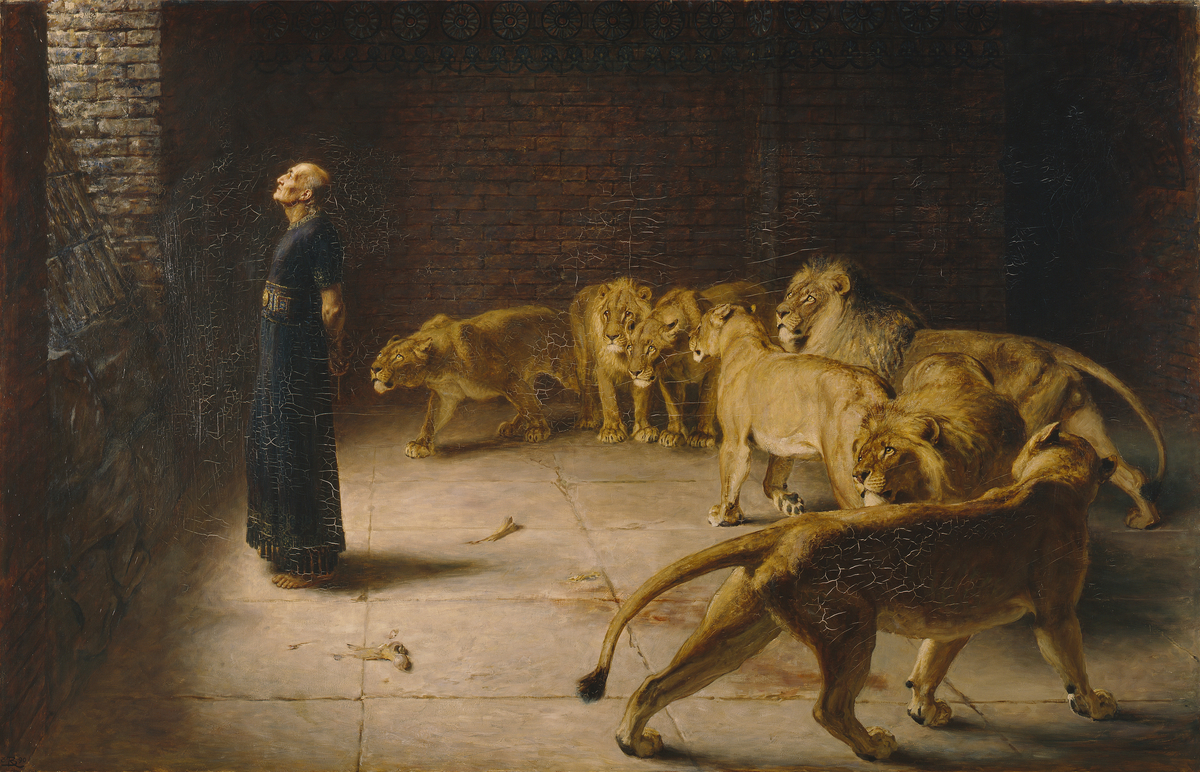
Representación ideada de Daniel en la fosa de los leones.

Por otro lado, el libro de Daniel solo señala que Miguel es quien defendería al pueblo de Israel durante las tribulaciones:

Él me dijo: "No temas, Daniel, porque desde el primer día en que te empeñaste en comprender y en humillarte delante de tu Dios, fueron oídas tus palabras, y yo he venido a causa de ellas.
El Príncipe del reino de Persia me opuso resistencia durante veintiún días, pero Miguel, uno de los primeros Príncipes, ha venido en mi ayuda. Yo lo dejé allí, junto al Príncipe de los reyes de Persia, y vine para hacerte comprender lo que sucederá a tu pueblo en los días venideros, porque también esta es una visión para aquellos días". Daniel 10:13-14

Pero yo te voy a indicar lo que está consignado en el Libro de la Verdad. No hay nadie para fortalecerme contra ellos, fuera de Miguel, el Príncipe de ustedes. Daniel 10:21

En aquel tiempo, se alzará Miguel, el gran Príncipe,que está de pie junto a los hijos de tu pueblo. Daniel 12:1

### Según la tradición rabínica judía
Según la tradición rabínica judía, a Miguel a veces se le llama "Príncipe de las naciones", y es quien actúa como "abogado de Israel" frente a su acusador Samael o Satanás (llamado Lucifer o Luzbel), papel de defensor de los hebreos, desde los tiempos de los patriarcas bíblicos. Por tal razón, según el Rabí Eliezer ben Jacob, fue Miguel quien rescató a Abraham del horno donde había sido arrojado por Nimrod (Midrash Génesis Rabbah XLIV. 16). También fue uno de los tres hombres que visitaron a Abraham para anunciarle el nacimiento de Isaac, y que anunciaron a Lot la destrucción de Sodoma y Gomorra.
Algunos Midrash describen a Miguel como el maestro de Moisés durante el Éxodo, además de ser quien protege a los israelitas frente al ejército del Faraón antes de cruzar el mar Rojo. En el Midrash Exodus Rabbah cuenta que Miguel ejerce su función de abogado de los hebreos, cuando Satán (su adversario) acusa a los israelitas de idolatría y declara que constantemente murmuraban deseando haber muerto junto con los egipcios en el mar (Ex. R. XVIII. 5). Pero según el midrash Abkir, dice que cuando Uzza, el ángel tutelar de Egipto, convoca a Miguel a pelear ante Dios, Miguel calla, pues sería Dios mismo quien defendería a su pueblo.

### En la tradición cabalística
En la tradición y escritos de la cábala, el arcángel Miguel es visto como "Abogado de los Judíos".

## El Arcángel Miguel en el cristianismo

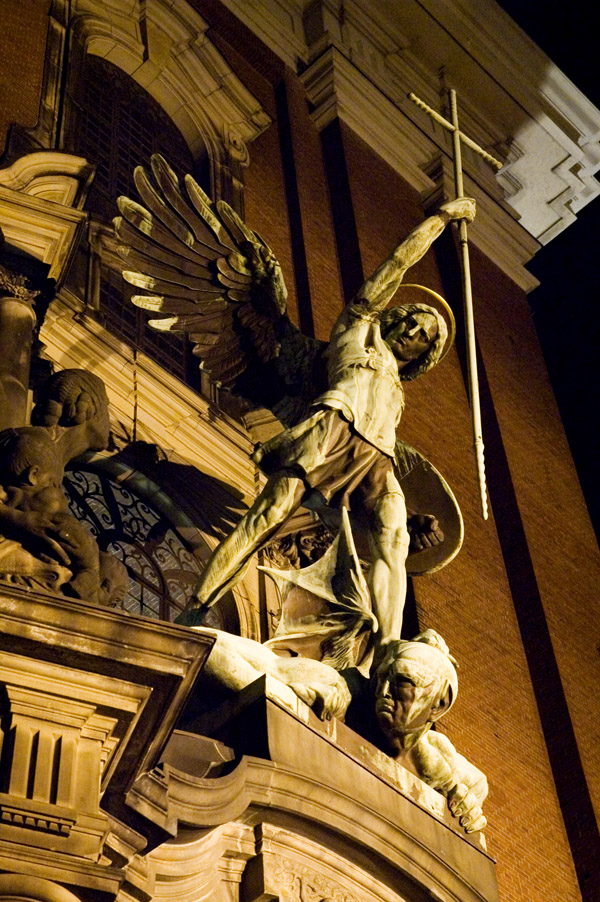
Estatua del arcángel Miguel de August Vogel en la iglesia de san Miguel en Hamburgo.

La veneración del arcángel Miguel en el cristianismo se basa en su mayor parte en lecturas del Nuevo Testamento y adoptando las que se refieren a él en el Antiguo. En el Apocalipsis se lee:

Hubo un gran combate en los cielos. Miguel y sus ángeles lucharon contra el Dragón. También el Dragón y sus ángeles combatieron, pero no prevalecieron y no hubo ya lugar en el Cielo para ellos. Y fue arrojado el Dragón, la Serpiente antigua, el llamado Diablo y Satanás, el seductor del mundo entero; fue arrojado a la tierra y sus ángeles con él.
Apocalipsis 12:7-9

Y en la Epístola de San Judas se vincula del culto a Miguel con las tradiciones judías:

Cuando el arcángel Miguel disputaba con el diablo la posesión del cuerpo de Moisés, no se atrevió a decir maldición sino que dijo: "El Señor te reprenda".
Judas 1:9

Tal vez citando al escrito apócrifo conocido como la Asunción de Moisés, en él se menciona que Satán reclamó el cuerpo para sí, argumentando que Moisés provocó la muerte de muchos egipcios. Razón por la cual el arcángel se enfureció y luchó contra él, venciéndolo.
Antiguas autoridades gubernamentales y eclesiásticas reconocieron temprano las virtudes de esta criatura alada. Por ejemplo, el emperador Constantino atribuía a Miguel la derrota de sus adversarios. Por ese motivo mandó edificar cerca de Constantinopla una espléndida iglesia en su homenaje (Michaelion, en Sosthenion). Cabe señalar también que diferentes visiones de la Virgen María incluyen alguna manifestación de la presencia del arcángel. Algunas de las apariciones atestiguadas son: la de Fátima, en el año 1916, que atestiguó haber visto al ángel arrodillarse lamentando el escepticismo de los incrédulos y rogar oración por él y por el Señor. En una posterior aparición volvió a pedir la práctica del rezo, los sacrificios y las oraciones.

### En la Iglesia católica

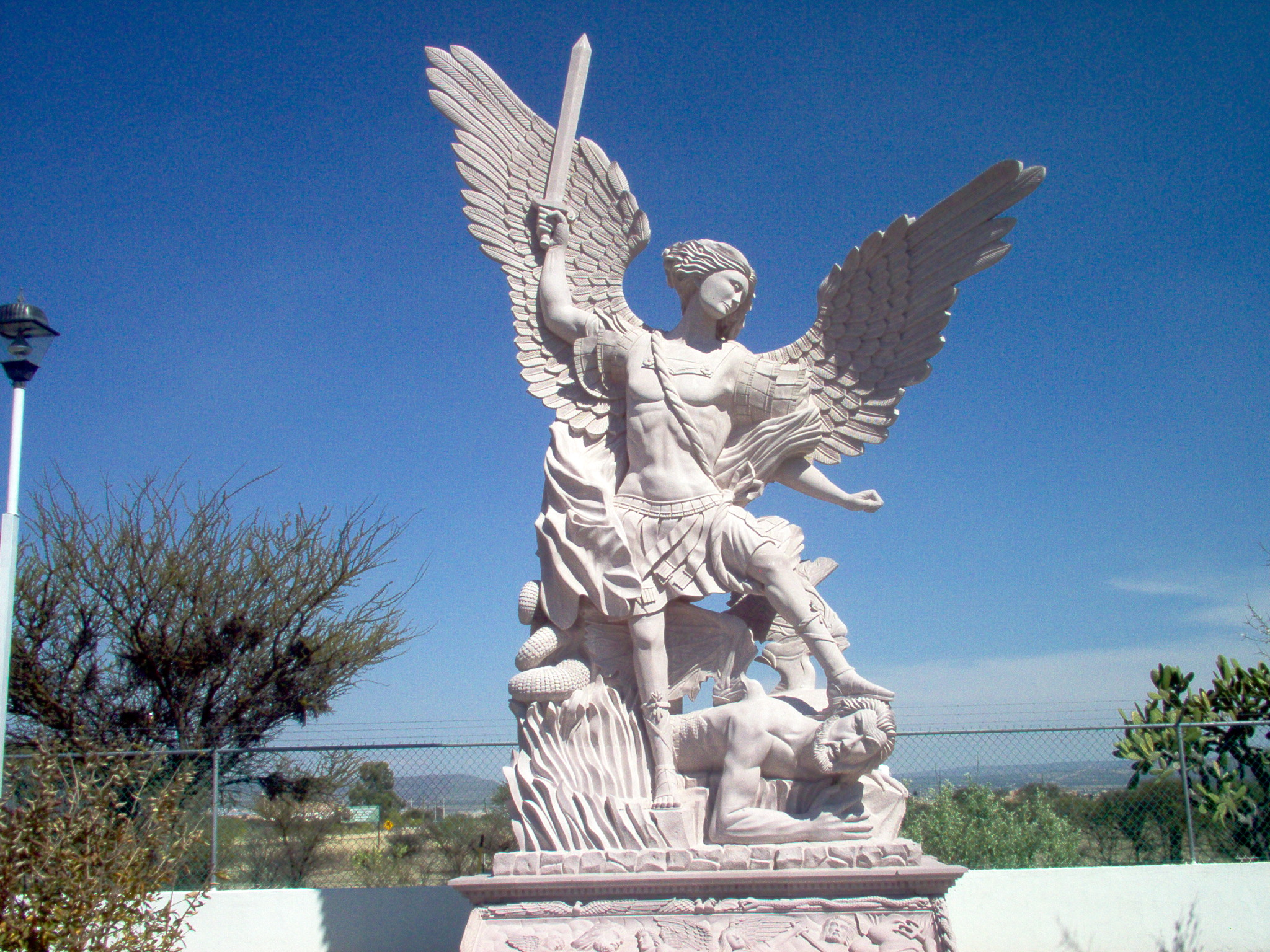
El arcángel Miguel, inmortalizado en cantera rosa (San Miguel el Alto, México).

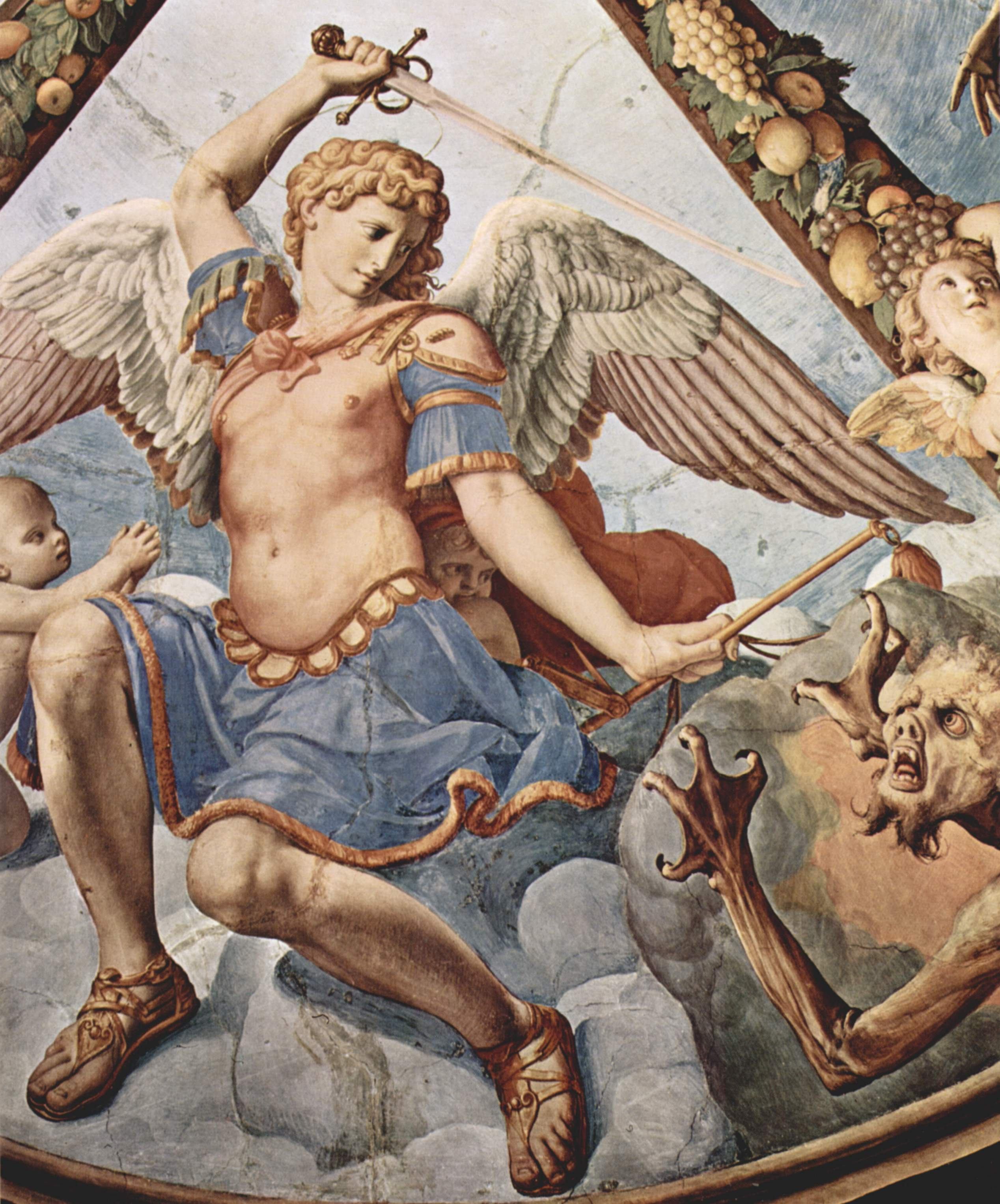
San Miguel Arcángel por Angelo Bronzino.

Aunque hubiera sido natural para Miguel, defensor del pueblo judío, ser también el defensor de la Iglesia cristiana, dándole la victoria en contra de sus enemigos, los primeros cristianos reconocieron a algunos mártires como sus protectores militares: san Jorge, san Teodoro, san Demetrio, los santos Sergio y Baco, san Artemio y otros santos, asignándole en cambio a Miguel el cuidado de los enfermos. En Frigia, donde fue venerado por primera vez, su prestigio como sanador angelical oscureció su interposición en asuntos militares. Fue desde los primeros tiempos el centro del verdadero culto de los santos ángeles. (Ver el milagro de Frigia en el apartado de la Iglesia ortodoxa). 

#### Apariciones
En el catolicismo se cree que el Arcángel, se ha manifestado en varias ocasiones. 
Una primera aparición se registró en la lucha de San Patricio por la evangelización en Irlanda. 
Otra aparición bastante documentada e influyente durante la Edad Media (y, de hecho, el germen del culto miguelino en la Iglesia de Occidente) fue la del monte Gargano (celebrada el 8 de mayo), a San Lorenzo Maiorano en el año 493. En Roma hay una estatua de bronce que lo representa en lo alto del Castel Sant’Angelo, recordando cuando se apareció allí al papa Gregorio Magno (hecho celebrado el 25 de abril). 
También el ángel, se le apareció tres veces en sueños a San Auberto, obispo de Avranches, quien luego fundó el Monte Saint-Michel en el año 708, después de que el arcángel se le apareciera. 
Santa Juana de Arco afirmó haber tenido visiones del Arcángel Miguel, (en calidad de guerrera); Santa Margarita (en su calidad de domadora de dragones), así como en Francia, donde en la Edad Media se le dedicó el Monte Saint-Michel.
En el siglo XVII en San Miguel del Milagro, Tlaxcala, México, se registró la aparición que reproduce los elementos principales (brote de agua) de aquellas que se dieron en Gargano y en Chonæ.
Se cree que se apareció en Fátima (Portugal) en 1916, antes de las apariciones de la Virgen María, donde, postrándose, llevó el mensaje de orar a tres niños pastores (Lucía, Jacinta y Francisco) invitando a orar de la siguiente manera: "Dios mío, yo creo, adoro, espero y te amo. Te pido perdón por los que no creen, no adoran, no esperan y no Te aman."
Su fiesta es el 29 de septiembre, y desde 1970 se le celebra junto con San Gabriel y San Rafael.

#### Rezo a san Miguel arcángel

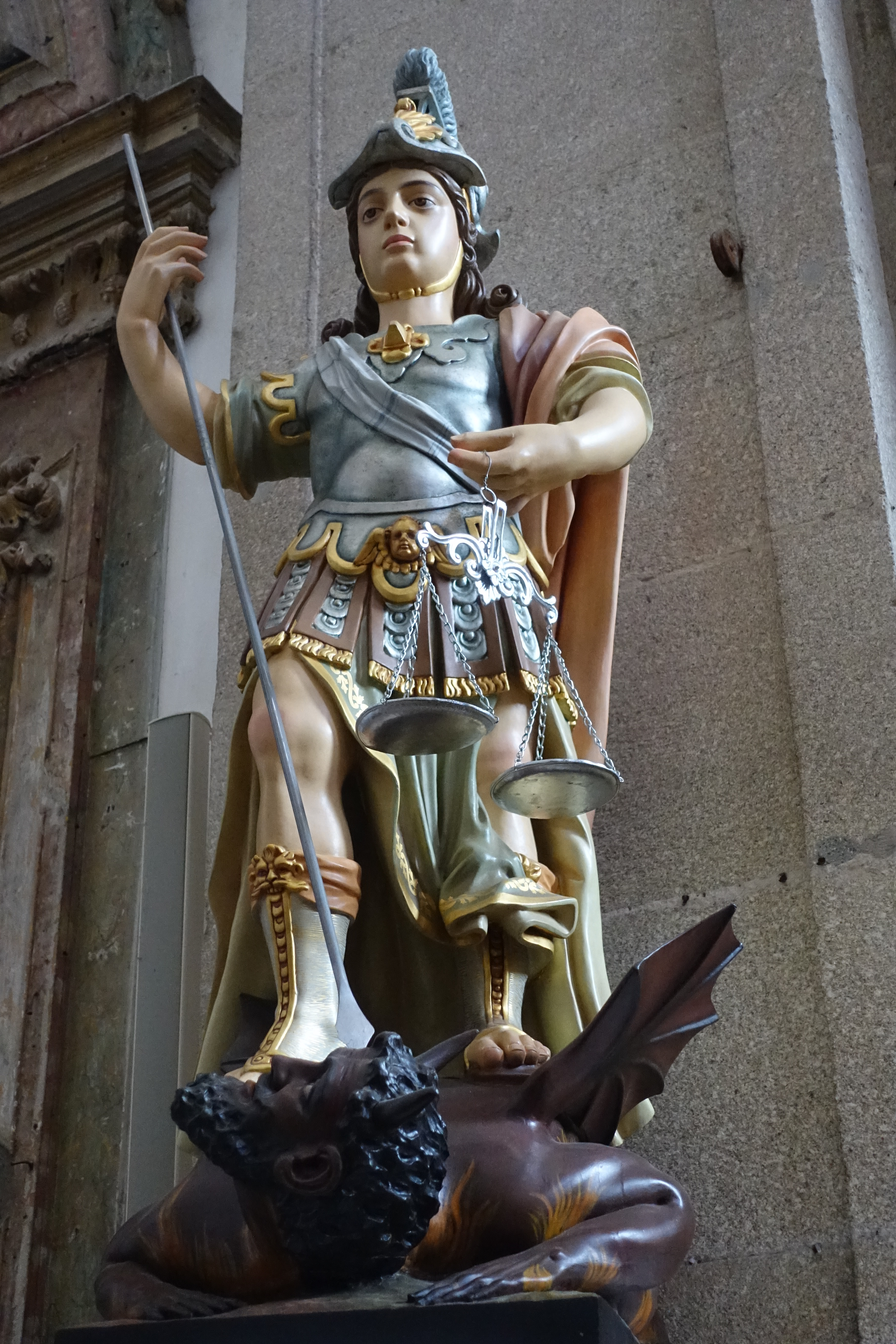
San Miguel Arcángel en el Monastério de Cabeceiras de Basto, Portugal

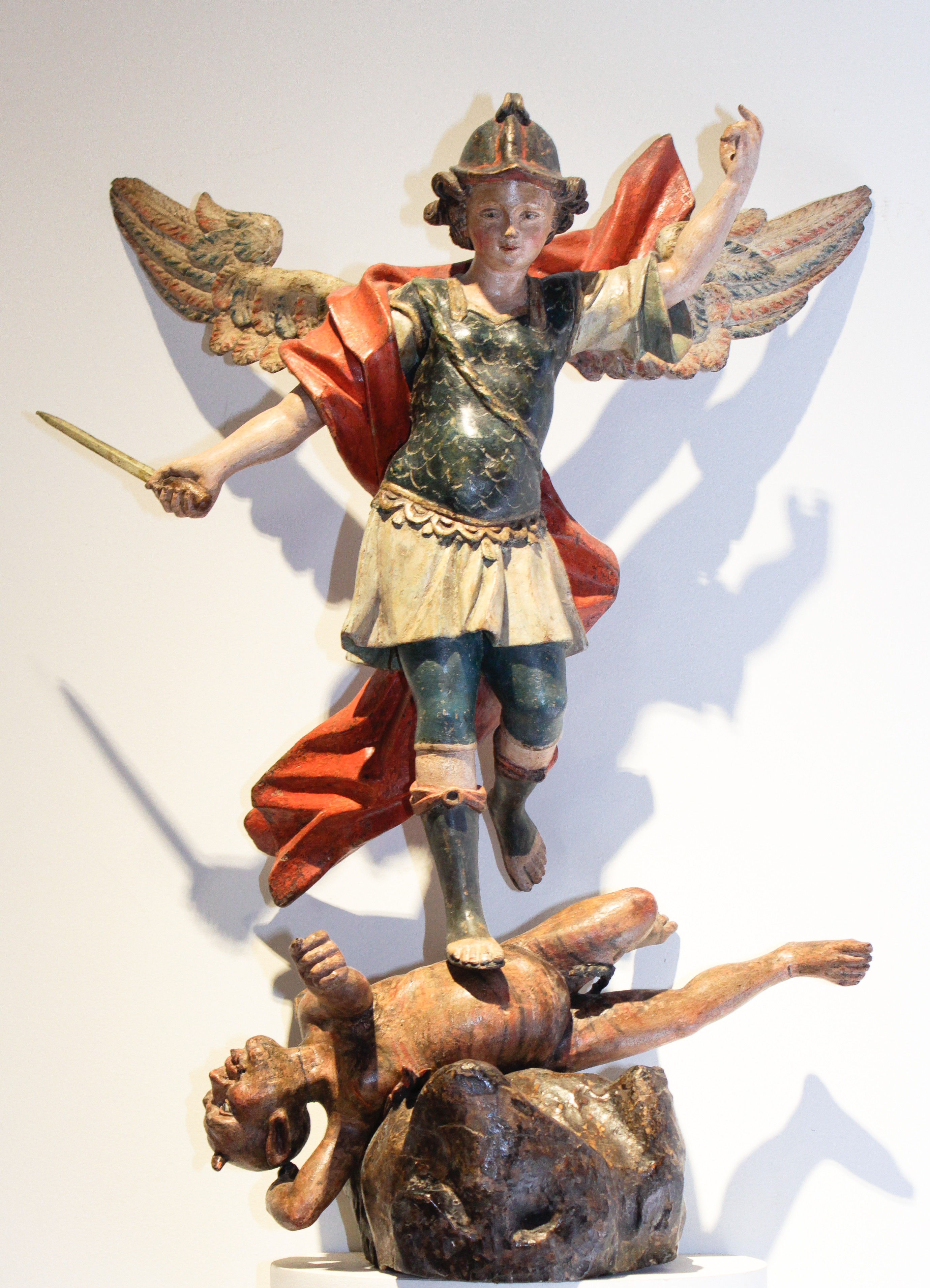
San Miguel Arcángel en el Museo del Bicentenario en Argentina.

Se cuenta que el 13 de octubre de 1884 el papa León XIII experimentó, durante la celebración de la misa, una visión en la cual vio a Satanás y a sus demonios desafiando a Dios, diciendo que podía destruir su Iglesia si quería. Sin embargo, el pontífice pensó que si el demonio no lograba su cometido, sufriría una derrota humillante. Vio entonces aparecer a Miguel y lanzar a Satanás y sus legiones en el abismo del Infierno. Después llamó a su Secretario para la Congregación de Ritos. Le entregó una hoja de papel y mandó que se enviara a todos los obispos del mundo, indicando que la oración que había escrito tenía que ser recitada después de cada misa (y así se hizo, hasta el Concilio Vaticano II, cuando fue suprimida).

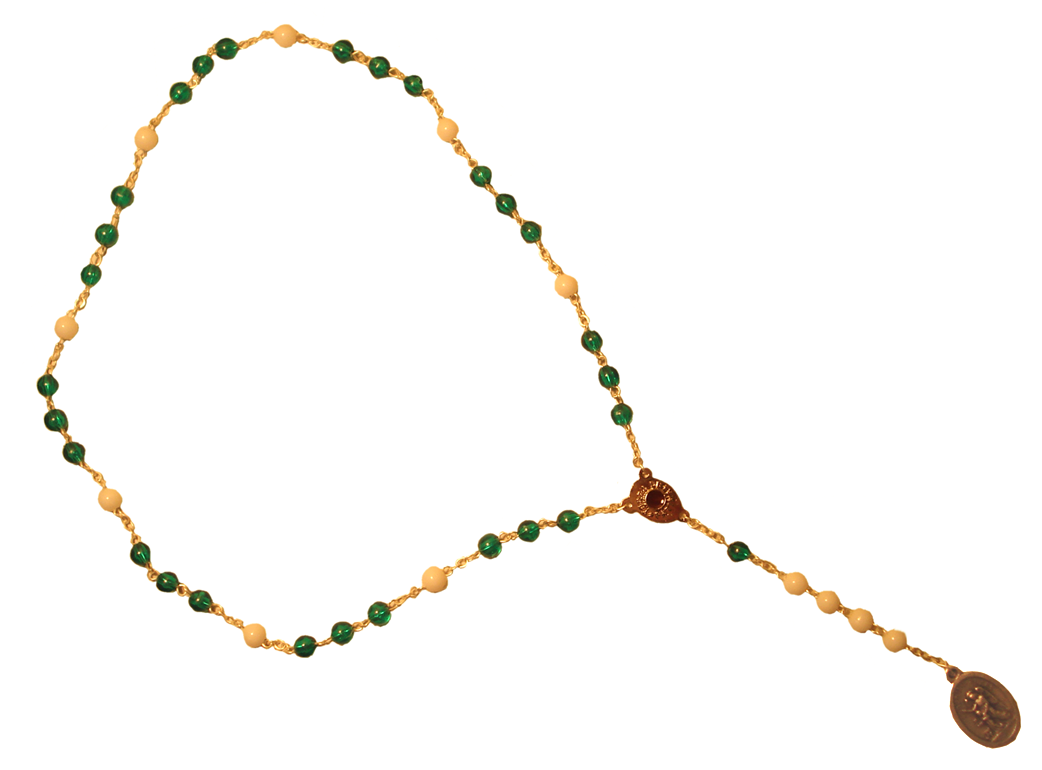
Coronilla a San Miguel Arcángel.

Esta oración es:
«San Miguel Arcángel, defiéndenos en la lucha.
Sé nuestro amparo contra la perversidad y las acechanzas del diablo.
Que Dios manifieste sobre él su poder, esa es nuestra humilde súplica;
y tú, Príncipe de la Milicia Celestial, con la fuerza que Dios te ha conferido,
arroja al infierno a Satanás y a los demás espíritus malignos
que vagan por el mundo para la perdición de las almas.
Amén.»
Después del Concilio Vaticano II, el mandato de recitar esta oración al finalizar la misa fue revocado pero se puede continuar con esta práctica a manera de devoción. De acuerdo a la tradición católica, la Coronilla a San Miguel Arcángel ofrece grandes bendiciones a quien la rece, incluyendo la liberación del purgatorio de la persona que reza, de sus familiares y seres queridos.

### En la Iglesia ortodoxa

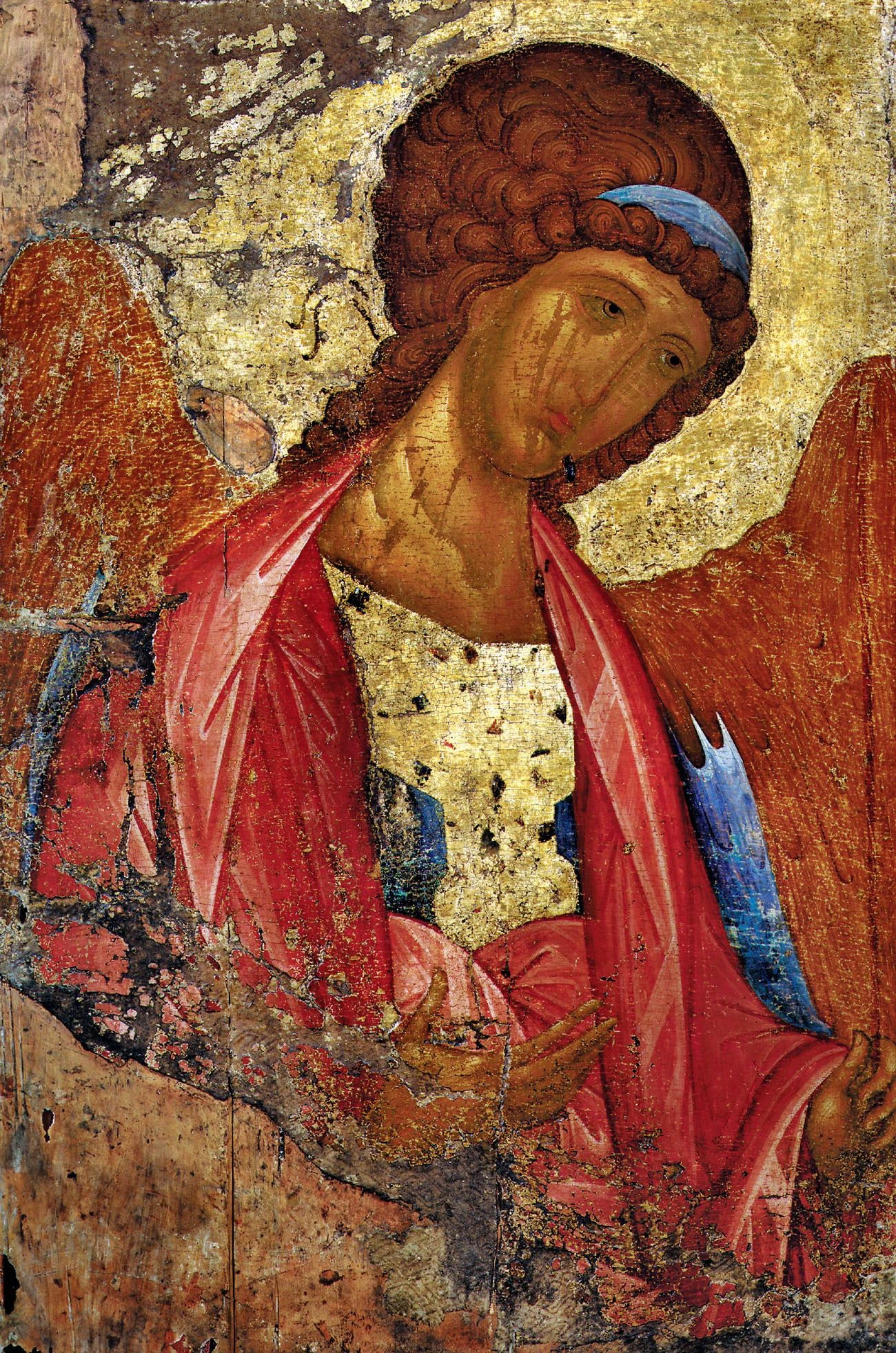
Icono ruso de Miguel, de Andrei Rublev.

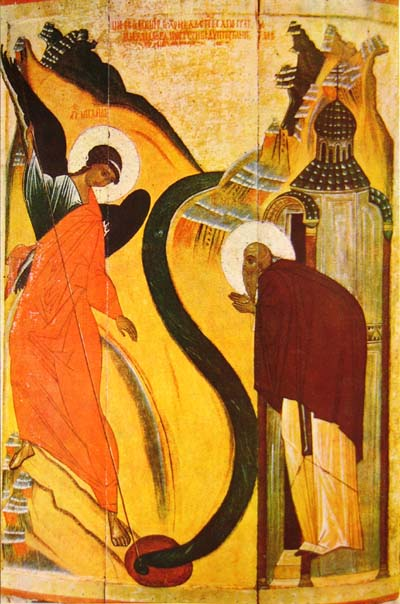
El Milagro de San Miguel en Chonæ,
icono del norte de Rusia,.

El papel de Miguel en las Iglesias Orientales es básicamente el mismo que en la Iglesia católica. Se le representa vestido con túnica, como cualquier otro ángel, pero con una espada o una lanza en una mano y en la otra un globo coronado por una cruz, que representa el universo sobre el que Miguel tiene poder en nombre de Cristo. Es defensor de la pureza y santidad de Dios, frente a las potencias falsamente luminosas. Es el ángel de la noche mística, "allí donde Dios despliega la luz verdadera".
La tradición relata que en los primeros tiempos, Miguel hizo una aparición medicinal en el santuario de Chairotopa o Cherotipa, en Chonæ (fortaleza cercana a Colosas), en Frigia (hoy Turquía), donde fueron curados todos los enfermos que se bañaron allí invocando a la Santísima Trinidad y a Miguel. Esta aparición de Miguel es ampliamente recordada por la Iglesia de Oriente, que la conmemora el 6 de septiembre (de hecho, los zares eran bautizados en el hoy desaparecido "Monasterio del Chudoff", es decir del Milagro, en el Kremlin de Moscú).
En Constantinopla, Miguel era considerado el gran médico celestial. Su santuario principal, el Michaelion, estaba en Sosthenion, casi a 80 km al sur de Constantinopla; ahí se dice que el arcángel se le apareció al emperador Constantino. Los enfermos dormían en la noche en esta iglesia, esperando una manifestación del santo; su festividad se mantenía ahí el 9 de junio.
Otra famosa iglesia bizantina estaba entre los muros de la ciudad, en los baños termales del emperador Arcadio; ahí la festividad del arcángel se celebraba el 8 de noviembre. Esta fiesta se propagó por toda la Iglesia griega, y las Iglesias siria, armenia y copta también la adoptaron; ahora es la principal fiesta de San Miguel en el Oriente. El culto micaelino se puede haber originado en Frigia (ver apartado anterior), pero su punto de marca en Constantinopla fueron las Thermæ Arcadii (“Termas de Arcadio”). Otras fiestas micaelinas en Constantinopla eran: el 27 de octubre, en la iglesia Promotu; el 18 de junio, en la iglesia de San Julián, en el Foro y el 10 de diciembre en Athæ.

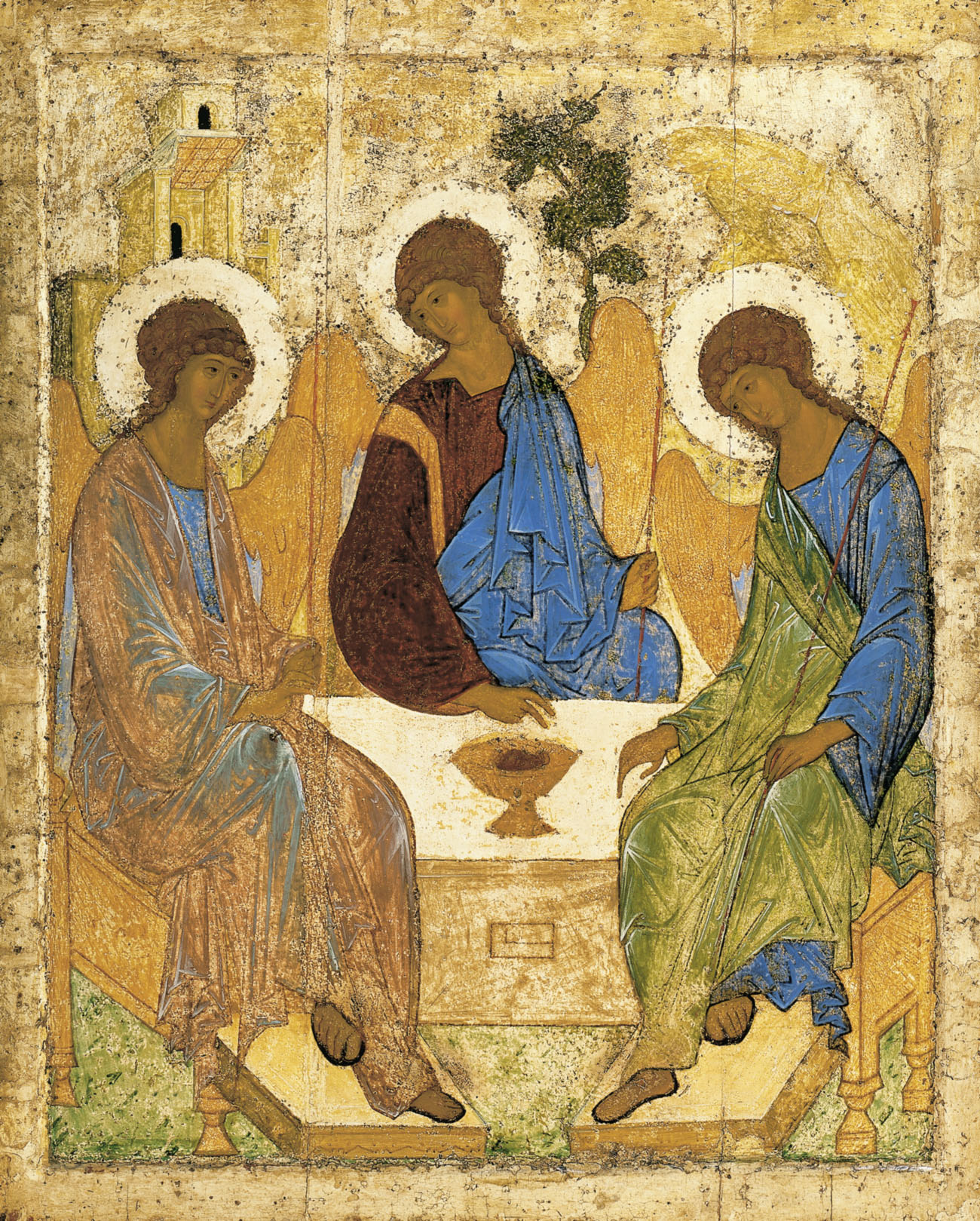
El Arcángel Miguel aparece con frecuencia en los iconos de la Visión de Mambré o La Trinidad, cuando los tres heraldos celestiales visitaron al Patriarca Abraham para anunciarle el nacimiento de Isaac.

El culto a Miguel arcángel llegó a Rusia a través de la predicación cristiana. Le está dedicada una de las iglesias de la Plaza de las Catedrales en el Kremlin de Moscú, así como el Monasterio de San Miguel de las Cúpulas Doradas en Kiev, Ucrania.
El arcángel Miguel es uno de los santos más venerados en la Iglesia ortodoxa, lo cual explica la popularidad de su nombre en personas y lugares.

### En la Iglesia copta
La Iglesia copta ha mantenido íntegramente la Septuaginta como su Antiguo Testamento, sin quitar ningún libro, por eso la Biblia copta posee más libros que las biblias de los demás cristianos. En estos libros que permanecieron solo en la Biblia Copta San Miguel ocupa una buena parte. Por ejemplo en el Libro de Enoc se le menciona varias veces como "Gran Capitán", el misericordioso y muy paciente, y el ángel encargado de la mejor parte de la humanidad y del pueblo
Los coptos de Egipto pusieron al río que les daba la vida, el Nilo, bajo la protección de San Miguel; adoptaron la fiesta griega y la fijaron el 12 de noviembre; el día 12 de cada mes celebraban una conmemoración especial del arcángel, pero el 12 de junio, cuando el río comenzaba a crecer, lo guardaban como feriado de obligación de la fiesta de Miguel “por la crecida del Nilo”: Euche eis ten symmetron anabasin ton potamion hydaton.

### En el Protestantismo
Algunas Iglesias, surgidas directamente en tiempos de la reforma protestante, como la anglicana o la luterana, comparten la mayoría de las ideas sobre el arcángel Miguel con las Iglesias católica, copta y ortodoxa. Pero no es así con las denominaciones restauracionistas (como los Santos de los Últimos Días, Adventistas y los Testigos de Jehová), cuya teología respecto a este arcángel difiere de la teología de la Iglesia católica.

### La Iglesia de Jesucristo de los Santos de los Últimos Días
En La Iglesia de Jesucristo de los Santos de los Últimos Días, Miguel y Adán se consideran la misma persona, siendo el único arcángel. La referencia más antigua que hacen al nombre de Miguel se encuentra en el libro Doctrina y convenios:

Tres años antes de su muerte, Adán llamó a Set, Enós, Cainán, Mahalaleel, Jared, Enoc y Matusalén, todos ellos sumos sacerdotes, junto con el resto de los de su posteridad que eran justos, al valle de Adán-ondi-Ahmán, y allí les confirió su última bendición. Y el Señor se les apareció, y se levantaron y bendijeron a Adán, y lo llamaron Miguel, el príncipe, el arcángel. Y el Señor le dio consuelo a Adán, y le dijo: Te he puesto para estar a la cabeza; multitud de naciones saldrán de ti, y tú les serás por príncipe para siempre.

### Los Testigos de Jehová
Los testigos de Jehová creen que Miguel y Jesús son la misma persona, tanto antes de venir a la Tierra como después de regresar al cielo.

### Los Adventistas del Séptimo Día
La Iglesia Adventista del Séptimo Día en sus Creencias Fundamentales afirman la divinidad de Jesús, no como un ser creado, sino como Dios mismo, considerando el título de arcángel Miguel como otra forma de referirse a Cristo en la Biblia, asociado con una actitud más activa dentro del conflicto entre Dios y Satanás.

## El arcángel Miguel en el islam
En el Corán, Miguel es llamado Mījā'īl o Mijal (ميخائيل). Sólo se le menciona en la azora 2:98. En las azoras 11:72 y 11:69 se dice que era uno de los tres ángeles que visitaron a Ibrahim para anunciar el nacimiento de Isaac y Jacob.
En la tradición islámica, Miguel reside en el séptimo cielo y aparece siempre en segundo lugar después de Gabriel, ya que cuando Alá creó a Adán, envió a Gabriel primero para llevar la arcilla de la que sería formado el hombre.

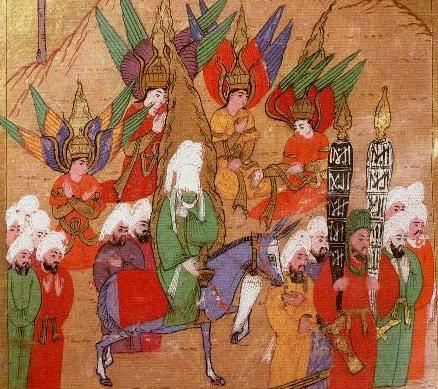
Mahoma en una peregrinación a La Meca rodeado de los arcángeles Yibril, Mija'il, Israfil e Izrail. Miniatura turca, 1595.

Entre los musulmanes, Miguel es uno de los cuatro arcángeles (con Izrail, Israfil y Yibril), y uno de los dos ángeles, con Gabriel, nombrado en el Corán. 
Pero algunos musulmanes creen que hay 10 arcángeles:
- Mijail
- Izrail
- Israfil
- Yibril
- Munkar
- Nakir
- Raqib
- 'Atid
- Malik y
- Ridwan.

En el islam, se cree popularmente que hay una cantidad incontable de ángeles organizados por departamentos, en donde Miguel es el principal ángel de las bendiciones.